# H to He, Who am the Only One
H to He, Who Am the Only One är det tredje studioalbumet av den engelska progressiv rock-gruppen Van der Graaf Generator, vilket släpptes i december 1970. Albumet spelades in 1970 i Trident Studios i London. Omslaget är gjort av Paul Whitehead, som även gjorde omslag till Genesis tidiga album.

## Sättning
- Hugh Banton - Orgel, piano, sång; basgitarr på "House With No Door" och "Pioneers Over c".
- Guy Evans - Trummor, pukor, slagverk.
- Peter Hammill - Sång, akustisk gitarr; piano på "House With No Door".
- David Jackson - Saxofoner, flöjt, sång.
- Nic Potter - Basgitarr på "Killer", "The Emperor In His War Room" och "Lost".

### Gästartist
- Robert Fripp - elgitarr på "The Emperor In His War Room" .

## Låtlista
Alla låtar skrivna av Peter Hammill där inte annat anges. 

### Sida A
1. "Killer" (Hammill, Chris Judge Smith, Banton) – 8:24
2. "House With No Door" (Hammill, Jackson) – 6:37
3. "The Emperor In His War Room" – 8:15
  - "The Emperor"
  - "The Room"

### Sida B
1. "Lost" – 11:17
  - "The Dance in Sand and Sea"
  - "The Dance in the Frost"
2. "Pioneers Over c." (Hammill, Jackson) – 12:42